# Vidbo socken
Vidbo socken i Uppland ingick i Seminghundra härad och är sedan 1971 en del av Sigtuna kommun, från 2016 inom Skepptuna distrikt.
Socknens areal är 30,85 kvadratkilometer, varav 30,43 land.  År 1954 fanns här 409 invånare. Sockenkyrkan Vidbo kyrka ligger i socknen. 

## Administrativ historik
Vidbo socken har medeltida ursprung. 
Vid kommunreformen 1862 övergick socknens ansvar för de kyrkliga frågorna till Vidbo församling och för de borgerliga frågorna till Vidbo landskommun. Landskommunen inkorporerades 1952 i Skepptuna landskommun, uppgick 1967 i Märsta landskommun som 1971 uppgick i Sigtuna kommun. Församlingen uppgick 1998 i Skepptuna församling.
1 januari 2016 inrättades distriktet Skepptuna, med samma omfattning som Skepptuna församling hade 1999/2000 och fick 1998, och vari detta sockenområde ingår.
Socknen har tillhört län, fögderier, tingslag och domsagor enligt vad som beskrivs i artikeln Seminghundra härad. De indelta soldaterna tillhörde Upplands regemente, Hundra Härads kompani.

## Geografi
Vidbo socken ligger nordost om Arlanda kring Laggaån genomlöpt av Stockholmsåsen. Socknen är en öppen slättbygd kring ån och skogsbygd i norr och väster.

## Fornlämningar
Från bronsåldern finns spridda gravrösen. Från järnåldern finns 38 gravfält och två fornborgar. Fyra runristningar är noterade.

## Namnet
Namnet skrevs 1298 Witboheredhe är ett bygdenamn. Förleden innehåller inbyggarbeteckningen vidhboar, skogsbor'. Efterleden är härad, 'bygd'.